# Station Radziechowy Wieprz
Station Radziechowy Wieprz is een spoorwegstation in de Poolse plaats Wieprz.